# Deportación de eritreos durante la guerra civil sudanesa
La deportación de eritreos (tigriña: ኣብ ሱዳን ኣብ እተገብረ ውግእ ኤርትራስ ካብ ሱዳን ምጥራዝ; árabe: تر حيل الإريتريين من السودان خلال نزاع السودان) es el traslado forzoso en curso de casi 3.500 eritreos y sudaneses-eritreos desde Sudán, principalmente en la frontera entre este último con Eritrea durante el desarrollo de la tercera guerra civil sudanesa. El 7 de mayo de 2023, The Guardian publicó informes de que cientos de eritreos habían sido sacados de sus campos de refugiados cerca de la frontera entre Eritrea y Sudán. Se informó que varios de los ciudadanos deportados eran hombres eritreos que habían huido del ejército de Eritrea después de ser reclutados, también se informó que varias mujeres fueron arrestadas.
Durante conflictos como los varios enfrentamientos entre Eritrea y Etiopía desde la invasión del norte de Etiopía en 1998, un gran grupo de migrantes del país huyó al vecino Sudán en busca de seguridad, lo que provocó que Sudán acumulara una población de más de 100.000 migrantes eritreos y sudaneses-eritreos. con más de 75.000 en la capital sudanesa, Jartum.

## Fondo
A finales de 1993, poco después de la escisión de Eritrea de la Etiopía comunista, Eritrea acusó a Sudán de apoyar las actividades de la Yihad Islámica Eritrea, que llevó a cabo ataques contra el gobierno de Eritrea. Eritrea rompió relaciones con Sudán a fines de 1994, se convirtió en un firme partidario del Ejército de Liberación del Pueblo de Sudán/Fuerzas Armadas de Sudán del Sur y permitió que la opositora Alianza Democrática Nacional ubicara su sede en la antigua embajada de Sudán en Asmara. A instancias de Estados Unidos, Etiopía y Eritrea se unieron a Uganda en la llamada estrategia de Estados de Primera Línea, que fue diseñada para ejercer presión militar sobre el gobierno sudanés.
La sorpresiva invasión de Eritrea en mayo de 1998 de la aldea fronteriza de Badme, bajo dominio de Etiopía, cambió drásticamente la situación política en la región. Basándose en el axioma de que “el enemigo de mi enemigo es mi amigo”, Sudán cerró su frontera con Eritrea en 2002, y el ministro de Relaciones Exteriores sudanés acusó en febrero de 2003 de que Eritrea había acumulado fuerzas a lo largo de la frontera con Sudán. El gobierno sudanés también acusó a Eritrea de apoyar a grupos rebeldes en Darfur. La frontera no demarcada con Sudán también planteó un problema para las relaciones exteriores de Eritrea.

### Crisis de migrantes

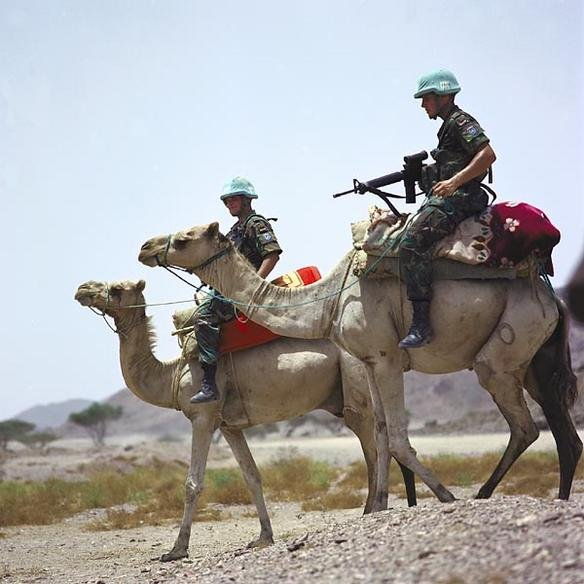
Soldados de la ONU en Eritrea durante el conflicto fronterizo.

El 6 de mayo de 1998, estallaron enfrentamientos fronterizos entre Etiopía y Eritrea, en los que murieron varios funcionarios eritreos cerca de la entonces disputada ciudad de Badme. Una gran fuerza mecanizada de Eritrea entró en la ciudad y estalló un tiroteo entre los soldados eritreos y la milicia de Tigray y la policía de seguridad que encontraron. Según un fallo de 2005 de la Corte Permanente de Arbitraje, Eritrea desencadenó la guerra al invadir Etiopía.
El 23 de mayo de 2000, Sudán informó que más de 100.000 eritreos habían cruzado la frontera hacia el país, la mayoría en condiciones terribles. Sudán, que lucha para hacer frente a más de cuatro millones de refugiados o personas desplazadas, ha pedido ayuda internacional para hacer frente a la nueva afluencia de eritreos, que se han sumado a los 160.000 refugiados eritreos que ya viven en Sudán. El diario independiente al-Ayam dijo que la comida había llegado a los refugiados en un solo campamento, en al-Lafa, que también recibió 820 tiendas. Informó de tres muertes entre los refugiados, pero no estaba claro si se encontraban entre los siete informados por la televisión estatal. Citó a Abdalla Ahmed, jefe de un comité de refugiados del gobierno, diciendo que a algunos refugiados se les había diagnosticado malaria o infecciones en el pecho, pero no había epidemias y los refugiados habían sido inmunizados contra la meningitis y el sarampión. El Programa Mundial de Alimentos de la ONU ha dicho que ha distribuido harina de trigo, aceite y cebollas a unos 3.500 refugiados eritreos. Etiopía ha realizado grandes avances en el oeste de Eritrea durante los últimos 12 días y ambas partes se enfrentaron el martes en un frente central clave, a pesar de los esfuerzos diplomáticos de paz.

## Resumen de la guerra
En las primeras horas de la mañana del 15 de abril de 2023, los soldados leales a las Fuerzas de Apoyo Rápido iniciaron una serie de asaltos a edificios clave en Jartum, principalmente el Aeropuerto Internacional de Jartum. Mientras que el aeropuerto internacional fue capturado por las RSF, las batallas callejeras continuaron en Jartum y las ciudades vecinas de Omdurmán y Jartum Norte. Las RSF también capturaron el palacio presidencial, la residencia del expresidente sudanés Omar al-Bashir, y atacaron una base militar. Los usuarios de Facebook Live y Twitter documentaron cómo la Fuerza Aérea de Sudán volaba sobre la ciudad y atacaba los objetivos de las RSF.

### Eritreos en Jartum

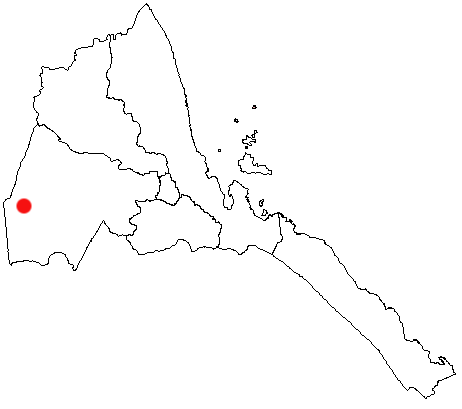
Ubicación de Teseney (cerca de la frontera con Sudán). Donde fueron enviados cientos de autobuses de deportación.

Se estima que más de 75.000 eritreos vivían en Jartum, cuando se inició el conflicto civil el 15 de abril de 2023. Se informó que la mayoría de los ciudadanos estaban atrapados y algunos habían pagado $ 410 por un boleto de salida de la capital. Cientos huyeron a Wau y Kasala.

#### Deportaciones
El 7 de mayo de 2023, varios civiles eritreos informaron a The Guardian que el ejército de Eritrea había llevado a la fuerza a varios civiles al país. Se informó que algunos de los detenidos eran activistas que habían huido de la dictadura de Isaías Afewerki. 95 personas fueron enviadas a prisión a la fuerza con severos castigos por delante, ocho siendo mujeres. La mayoría de las personas eran hombres que habían huido del ejército de Eritrea. Asmara y Teseney fueron las principales ciudades a las que fueron enviados estos refugiados.

## Relación con el Sudán contemporáneo
El presidente de Eritrea, Isaías Afewerki, y su homólogo sudanés, Omar Al-Bashir, mantuvieron conversaciones en Asmara sobre una serie de cuestiones bilaterales de interés mutuo para los dos países de África Oriental. Las conversaciones trataron sobre la mejora de los lazos y la cooperación bilaterales, incluida la apertura de su frontera compartida. Sudán y Eritrea acordaron abolir los requisitos de visa de entrada, abriendo sus fronteras comunes para la libre circulación de ambos nacionales. En 2011, Eritrea y Sudán cooperaron en la construcción de la autopista Kassala-Al Lafa que une los dos países.